# Paso Pichachén
Pour les articles homonymes, voir Paso.
Le Paso Pichachén est un col frontalier situé dans la cordillère des Andes à 2 062 mètres d'altitude, reliant la région du Biobío au Chili à la province de Neuquén en Argentine.

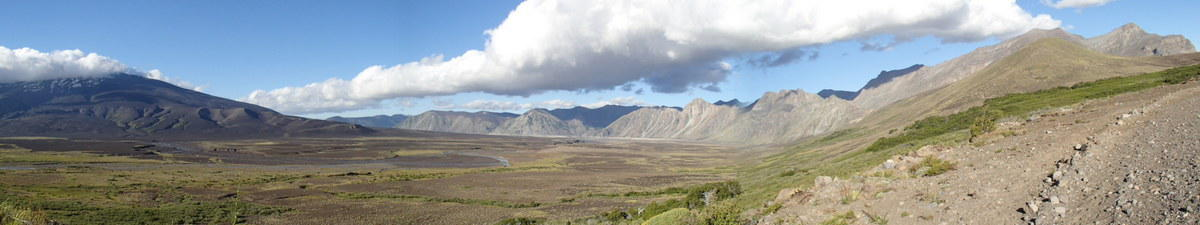
Côté chilien.
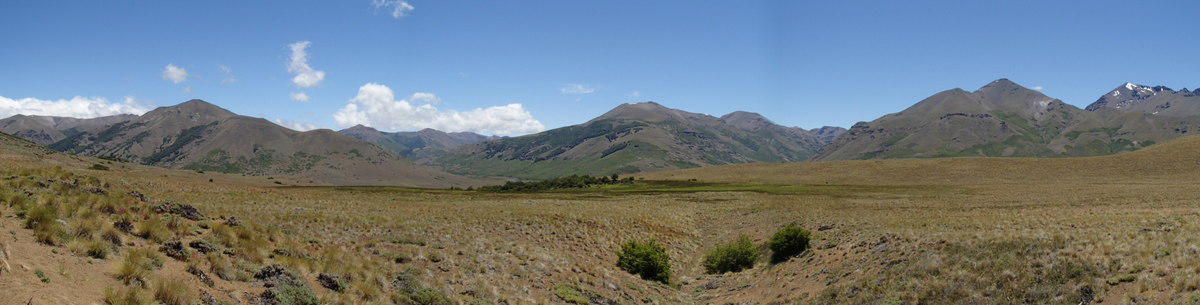
Côté argentin.